# Finala Campionatului European de Fotbal 2012
Finala Campionatului European de Fotbal a fost un meci de fotbal care a avut loc pe 1 iulie 2012 pe Stadionul Olimpic din Kiev, Ucraina, pentru a decide naționala câștigătoare a Campionatului European de Fotbal 2012. Campioana en-titre este Spania, care a învins Germania în 2008. Spania a câștigat finala cu scorul 4 – 0 împotriva Italiei, devenind prima echipă care a reușit performanța de a câștiga două Campionate Europene la rând și prima echipă internațională care a reușit să câștige trei competiții majore consecutive (Campionatul European de Fotbal 2008 și Campionatul Mondial de Fotbal 2010). Este pentru a patra oară în istoria Campionatelor Europene când două echipe din aceeași grupă ajung să dispute finala turneului (acest lucru s-a mai întâmplat în 1988, 1996 și 2004).
În mod normal, echipa câștigătoare se califică automat în Cupa Confederațiilor FIFA 2013. Totuși, Spania fiind calificată în calitate de campionană mondială în 2010, Italia va reprezenta UEFA, fiind finalistă în cadrul Campionatului European de Fotbal 2012.

## Finalistele
Înainte de finală naționalele Italiei și Spaniei s-au mai întâlnit în 30 de partide, ibericii câștigând de 8 ori, italieni de 10 ori, iar 12 confruntări s-au terminat la egalitate. Din aceste 30 de meciuri, 19 au  fost amicale și 11 oficiale.  Spania a învis o singură dată Italia într-un meci ofical, în 1920 la Jocurile Olimpice de vară, la prima confruntare dintre cele două țări, cu scorul de 0-2. În ultimele două întâlniri de la Euro cele două selecționate au remizat (0 – 0 în 2008 și 1 – 1 în 2012), dar la ediția precedentă La Furia Roja i-a eliminat în sferturi pe Azzurri cu scorul de 4-2 după executarea loviturilor de departajare.
Spania se află la a patra finală de Campionat European, după cele din 1964, 1984 și 2008 și la a treia finală consecutivă a unei competiții majore, după Campionatul European din 2008 și Campionatul Mondial 2010, astfel a reușit să egaleze performanța Republicii Federale Germane ce a jucat finalele Euro 1972 și Euro 1976 și a Cupei Mondiale 1974.
Italia va juca a treia finală la Euro, după cea pierdută în 2000 în fața Franței cu scorul de 2-1 în prelugiri și cea din 1968 în care a învins cu 2-0 Iugoslavia, după rejucare.

## Drumul către finală
| Echipa            | MJ | V | E | Î | GM | GP | G  | Pct |
| ----------------- | -- | - | - | - | -- | -- | -- | --- |
| Spania            | 3  | 2 | 1 | 0 | 6  | 1  | +5 | 7   |
| Italia            | 3  | 1 | 2 | 0 | 4  | 2  | +2 | 5   |
| Croația           | 3  | 1 | 1 | 1 | 4  | 3  | +1 | 4   |
| Republica Irlanda | 3  | 0 | 0 | 3 | 1  | 9  | −8 | 0   |

| Echipa            | MJ | V | E | Î | GM | GP | G  | Pct |
| ----------------- | -- | - | - | - | -- | -- | -- | --- |
| Spania            | 3  | 2 | 1 | 0 | 6  | 1  | +5 | 7   |
| Italia            | 3  | 1 | 2 | 0 | 4  | 2  | +2 | 5   |
| Croația           | 3  | 1 | 1 | 1 | 4  | 3  | +1 | 4   |
| Republica Irlanda | 3  | 0 | 0 | 3 | 1  | 9  | −8 | 0   |

## Înainte de meci

### Stadionul
Stadionul Olimpic din Kiev, Ucraina, cel mai mare stadion dintre cele opt stadioane gazdă ale Campionatului European de Fotbal 2012, a fost ales ca loc de desfășurare a finalei după o întâlnire care a avut loc în Ucraina pe 25 iunie 2007.

### Mingea oficială
Adidas Tango 12 este mingea oficială a Campionatului European de Fotbal 2012. Mingea este denumită după familia originală de mingi de fotbal Adidas Tango; totuși, Tango 12 și variantele ei au un aspect complet nou. Alte variante ale mingii au fost folosite în alte competiții contemporane printre care Cupa Africii pe Națiuni 2012 și Jocurile Olimpice de vară din 2012. Este proiectată să fie mai ușor de controlat și driblat cu ea decât Adidas Jabulani, folosită la Campionatul Mondial de Fotbal 2010.

## Ceremonia de închidere
Înainte de începerea meciului, a avut loc ceremonia de închidere în cadrul căreia au luat parte șase sute de voluntari, interpretând un marș al unui meci de fotbal. De asemenea, cântăreața germană Oceana a interpretat cântecul oficial al turneului, „Endless Summer”.

## Difuzare
În România, finala a fost difuzată pe TVR1, TVR HD și Dolce Sport. În Republica Moldova, meciul a fost transmis pe postul Moldova 1.

## Meciul

### Rezumat
În ultimul meci de pe Stadionul Olimpic din Kiev, Ucraina, Spania a câștigat turneul cu scorul de 4 – 0 în fața Italiei. Spania a luat repede controlul jocului în prima repriză, cu goluri în minutul 14 dintr-o lovitură cu capul a lui David Silva și în minutul 41 din șutul lui Jordi Alba. În a doua repriză, Italia și-a folosit și ultimele două din cele trei schimbări, introducându-i în joc pe Antonio Di Natale și Thiago Motta. Motta s-a accidentat la scurt timp după intrarea pe teren și a fost nevoit să renunțe la joc, forțând echipa Italiei să joace în zece. Spania a reușit să se distanțeze la 4 goluri în a doua repriză, prin golurile lui Fernando Torres din minutul 84 și a lui Juan Mata în minutul 88, ajutând echipa să își asigure câștigarea celui de-al doilea Campionat European și cel de-al treilea turneu major consecutiv (după Euro 2008 și Campionatul Mondial 2010). Gerard Piqué (Spania) și Andrea Barzagli (Italia) au fost avertizați cu cartonașe galbene în timpul meciului.

### Detalii
| Spania                                 | 4 – 0  | Italia |
| -------------------------------------- | ------ | ------ |
| Silva 14' Alba 41' Torres 84' Mata 88' | Raport |        |

| Spania | Italia |

|                    |    |                   |     |     |
|                    |    |                   |     |     |
| P                  | 1  | Iker Casillas (c) |     |     |
| FD                 | 17 | Álvaro Arbeloa    |     |     |
| FC                 | 3  | Gerard Piqué      | 25' |     |
| FC                 | 15 | Sergio Ramos      |     |     |
| FS                 | 18 | Jordi Alba        |     |     |
| MC                 | 8  | Xavi              |     |     |
| MC                 | 16 | Sergio Busquets   |     |     |
| MC                 | 14 | Xabi Alonso       |     |     |
| MO                 | 10 | Cesc Fàbregas     |     | 75' |
| AD                 | 21 | David Silva       |     | 59' |
| AS                 | 6  | Andrés Iniesta    |     | 87' |
| Schimbări:         |    |                   |     |     |
| A                  | 7  | Pedro             |     | 59' |
| A                  | 9  | Fernando Torres   |     | 75' |
| M                  | 13 | Juan Mata         |     | 87' |
| Antrenor:          |    |                   |     |     |
| Vicente del Bosque |    |                   |     |     |

|                  |    |                      |     |     |
|                  |    |                      |     |     |
| P                | 1  | Gianluigi Buffon (c) |     |     |
| FD               | 7  | Ignazio Abate        |     |     |
| FC               | 15 | Andrea Barzagli      | 45' |     |
| FC               | 19 | Leonardo Bonucci     |     |     |
| FS               | 3  | Giorgio Chiellini    |     | 21' |
| MD               | 21 | Andrea Pirlo         |     |     |
| ED               | 8  | Claudio Marchisio    |     |     |
| MO               | 18 | Riccardo Montolivo   |     | 57' |
| ES               | 16 | Daniele De Rossi     |     |     |
| AC               | 9  | Mario Balotelli      |     |     |
| AC               | 10 | Antonio Cassano      |     | 46' |
| Schimbări:       |    |                      |     |     |
| F                | 6  | Federico Balzaretti  |     | 21' |
| A                | 11 | Antonio Di Natale    |     | 46' |
| M                | 5  | Thiago Motta         |     | 57' |
| Antrenor:        |    |                      |     |     |
| Cesare Prandelli |    |                      |     |     |

| Omul meciului: Andrés Iniesta (Spania) Arbitri asistenți: Bertino Miranda (Portugalia) Ricardo Santos (Portugalia) Arbitru de rezervă: Cüneyt Çakır (Turcia) Arbitri asistenți adiționali: Jorge Sousa (Portugalia) Duarte Gomes (Portugalia) |

### Statistici
|                   | Spania | Italia |
| ----------------- | ------ | ------ |
| Goluri marcate    | 2      | 0      |
| Șuturi            | 8      | 8      |
| Șuturi pe poartă  | 5      | 5      |
| Posesia mingii    | 48%    | 52%    |
| Cornere           | 1      | 3      |
| Faulturi comise   | 6      | 4      |
| Ofsaiduri         | 1      | 0      |
| Cartonașe galbene | 1      | 1      |
| Cartonașe roșii   | 0      | 0      |

|                   | Spania | Italia |
| ----------------- | ------ | ------ |
| Goluri marcate    | 2      | 0      |
| Șuturi            | 6      | 3      |
| Șuturi pe poartă  | 4      | 1      |
| Posesia mingii    | 57%    | 43%    |
| Cornere           | 2      | 0      |
| Faulturi comise   | 11     | 6      |
| Ofsaiduri         | 2      | 3      |
| Cartonașe galbene | 0      | 0      |
| Cartonașe roșii   | 0      | 0      |

|                   | Spania | Italia |
| ----------------- | ------ | ------ |
| Goluri marcate    | 4      | 0      |
| Șuturi            | 14     | 11     |
| Șuturi pe poartă  | 9      | 6      |
| Posesia mingii    | 52%    | 48%    |
| Cornere           | 3      | 3      |
| Faulturi comise   | 17     | 10     |
| Ofsaiduri         | 3      | 3      |
| Cartonașe galbene | 1      | 1      |
| Cartonașe roșii   | 0      | 0      |

## După meci
Trofeul Henri Delaunay i-a fost înmânat căpitanului spaniol Iker Casillas de către președintele UEFA Michel Platini. Când trofeul a fost ridicat, pe stadion a fost redat cântecul Heart of Courage al companiei americane de muzică Two Steps From Hell. Antrenorul Spaniei Vicente del Bosque a devenit al doilea antrenor, după antrenorul Germaniei Helmut Schön, care a câștigat un Campionat European și un Campionat Mondial, și primul care a câștigat și Liga Campionilor UEFA.